# Povoado fortificado do Cerro da Bica
O Povoado fortificado do Cerro da Bica é um sítio arqueológico do Calcolítico e da Idade do Ferro, situado na freguesia de Santa Clara-a-Velha, no Município de Odemira, na região do Alentejo, em Portugal.

## Descrição e história
O sítio arqueológico correspondente a um povoado fortificado pré-histórico, situado no alto de uma colina, num local estratégico do interior alentejano, junto a um dos afluentes do Rio Mira, e da Barragem de Santa Clara, num ponto que permitia controlar o vale de Corte Brique. Neste local foi descoberta uma grande quantidade de pedras aparelhadas de xisto e grauvaque, entre outros materiais arqueológicos. A coroa da colina, de forma sensivelmente oval, é fechada por dois taludes, um no topo e outro a cerca de um terço da encosta, tendo neste último sido encontrados vestígios de talhe no afloramento rochoso, em xisto. Caso estes taludes estejam a ocultar a presença de muros defensivos ou muralhas, podem ser identificadas duas linhas em redor do cume do cerro, principalmente na portela que liga à cumeada a Sul, que seria a única entrada de acesso mais facilitado. O espólio inclui fragmentos de peças de cerâmica manual, fabricadas em pasta escura, além de vários percurtores, moventes de mós de vaivém, e dormentes. Destaca-se igualmente a presença de barro de cabana.
Nas imediações encontram-se outros três sítios arqueológicos, que consistem numa antiga mina, de período indeterminado, num conjunto de lajes de xisto na área do Cerro das Craveiras, igualmente de uma época não identificada, e no antigo casal rústico do Cerro de Montelhado, ocupado durante a Alta Idade Média.
Segundo o arqueólogo Jorge Vilhena, o povoado do Cerro da Bica poderá ter sido construído durante o Calcolítico, durante a segunda metade ou já nos finais do terceiro milénio a.C, tendo-o considerado como o mais impressionante assentamento daquele período no concelho de Odemira. Devido à sua configuração, poderá ser o precedente dos vários povoados de grandes dimensões que foram depois construídos na área de Odemira, cujos locais foram cuidadosamente escolhidos devido às suas condições de defesa natural. De acordo com os vestígios encontrados no local, este terá sido depois ocupado durante a Idade do Ferro.

## Leitura recomendada
- VILHENA, Jorge; QUARESMA, A. M.; GONÇALVES, A.t. (2008). «As pedras lisas. Mós e moagem de cereais da Pré-história à Idade Média». A moagem de cereais em Odemira. Da Pré-história à actualidade. 3 Volumes. Odemira: Câmara Municipal de Odemira
- VILHENA, Jorge (2014). «Acupunctura em Odemira: dois séculos de arqueologia» (PDF). Ignorância e Esquecimento em Odemira. Odemira: Câmara Municipal de Odemira. Consultado em 28 de Julho de 2022